# Schistostoma thalhammeri
Schistostoma thalhammeri är en tvåvingeart som beskrevs av Chvala 1987. Schistostoma thalhammeri ingår i släktet Schistostoma och familjen styltflugor.
Artens utbredningsområde är Ungern. Inga underarter finns listade i Catalogue of Life.